# 榊原伊三
榊原 伊三（さかきばら いぞう、1940年（昭和15年）12月18日 - 2024年（令和6年）5月29日）は、日本の政治家。元愛知県半田市長（2期）。

## 来歴
愛知県半田市に生まれる。幼い頃から海に憧れ、世界一周航海をすることを夢見ていたという。半田市立成岩中学校卒業。1959年（昭和34年）、愛知県立半田高等学校卒業。同年、愛知大学法経学部経済学科入学。大学時代はヨット部に在籍した。1963年（昭和38年）に卒業し、半田市役所に入庁。
1969年（昭和44年）、市役所を退職。新美春光、高須洪吉、石垣洋一らと共に外洋ヨット「白雲」を製作し、2年1ヶ月にわたる世界一周航海に出帆した。
1971年（昭和46年）、市役所に再入庁。企画部長、環境経済部長、生涯学習部長、教育部長などを経たのち、1999年（平成11年）に半田市助役に就任した。
2001年（平成13年）4月30日、市営住宅君ケ橋団地建設工事の入札をめぐって、半田市長の酒井義弘が収賄の疑いで逮捕された。酒井の辞職に伴って6月24日に実施された半田市長選挙に立候補し、元県議の近藤良三（民主党・社民党推薦）を接戦の末に636票差で破り初当選を果たした。投票率は（当時の）過去最低の56.22％を記録した。
2008年（平成20年）9月26日、翌年に実施される市長選に3選を目指して出馬する意向を表明。ところが同年12月12日、一転して出馬を断念する意向を固めた。自民党所属愛知県議会議員の加藤精重が市長選への出馬の意向を固めたこと、支持者離れが起こっていたことなどが不出馬の理由と言われている。2009年（平成21年）の市長選は、民主党の支援を受けた副市長の榊原純夫が後継者として立候補し、初当選した。
2011年（平成23年）4月29日、旭日双光章を受章した。
2024年（令和6年）5月29日午前6時48分、誤嚥性肺炎のため死去。83歳没。